# Monstera dubia
Monstera dubia (Kunth) Engl. & K.Krause – gatunek wieloletnich, wiecznie zielonych pnączy z rodziny obrazkowatych, pochodzący z obszaru od Hondurasu do Peru i północnej Brazylii, zasiedlający lasy deszczowe strefy równikowej.